# Casa (film din 1984)
Casa este un film românesc din 1984 regizat de Zeno Bogdănescu.